# Саранда
Сара́нда (алб. Saranda или Sarandë, греч. Άγιοι Σαράντα) — город-курорт в префектуре Влёра Албании. Население Саранды в 2002 году было 15 259 жителей
Саранда находится на побережье Ионического моря, напротив греческого острова Корфу. Порт Саранды часто называют «южными воротами Албании».

## История
Современное название города происходит от византийского монастыря Айи-Саранда (Άγιοι Σαράντα) в честь Сорока Севастийских мучеников, в древности город называли Онхесм (Όγχησμος), назвало его так племя хаоны (по одним источникам древнегреческое, а по другим иллирийское). 28 ноября 1912 года неподалёку, во Влёре была провозглашена независимость Албании, но фактически с этого времени до 1920 года, территория страны периодически оккупировалась итальянскими, сербскими и греческими войсками.
Когда в 1939 году город был занят итальянской армией, оккупанты его переименовали в Порто-Эдда (итал. Porto Edda) в честь старшей дочери Бенито Муссолини — Эдды. Но греки, издревле считающие этот регион — Северный Эпир (греч. Βόρειος Ήπειρος) частью Великой Греции, довольно быстро изгнали оттуда итальянцев в 1940 году, хотя и не надолго — страны «оси»: Германия, Италия и Болгария в 1941 году начали оккупацию Греции. Итальянцы капитулировали в 1943 году и их войска покинули Албанию, в 1944 году немецкие оккупанты были изгнаны из страны и после завершения Второй мировой войны — Саранда центр одноимённого округа префектуры Влёра Албании.
В 1997 году город оказался одним из мест начала получивших широкую известность беспорядков.

## Достопримечательности
В самом центре Саранды находится православный храм и средневековая синагога. Неподалёку расположен археологический музей-заповедник — руины древнего города Бутринти — объекта всемирного наследия ЮНЕСКО, а также остатки другого античного города Финичи, в котором, как считают некоторые исследователи, находится Акрополь, подобный афинскому, но только значительно больше по своим размерам.
- Этнографический музей;
- древний храм;
- руины Фойнике;
- еврейские синагоги;
- крепость Али-Паш-Тепелена;
- старинная церковь в местечке Шен-Кол (святой Кол);
- источник Сюри-и-Кальтер, находящийся в 18 км от Саранды.

Также в округе Саранда находится наибольшее в Албании количество памятников каменного века, в том числе Кониспольские пещеры.

## Экономика
Важным аспектом экономики города является туризм, обязанный особенностям местного климата — здесь в среднем 300 солнечных дней в году. Этому способствует наличие песчаных пляжей и всемирно известных достопримечательностей неподалёку, и наличие паромной переправы с греческим островом Корфу. Неподалёку, восточнее и южнее Саранды находятся автомобильные пограничные переходы с Грецией в г. Какавие и г. Чафе-Боте.

## Известные уроженцы
- Ставрианос Вистарис[англ.] (греч. Σταυριανος Βισταρης) — греческий поэт XVI века.

## Города-побратимы
- Варна, Болгария
- Вэлений-де-Мунте, Румыния
- Гирокастра, Албания
- Игуменица, Греция
- Каламария, Греция
- Керкира, Греция
- Ларнака[вд], Кипр (11 июля 1994)[7]
- /  Сува-Река, Косово / Сербия

## Фото

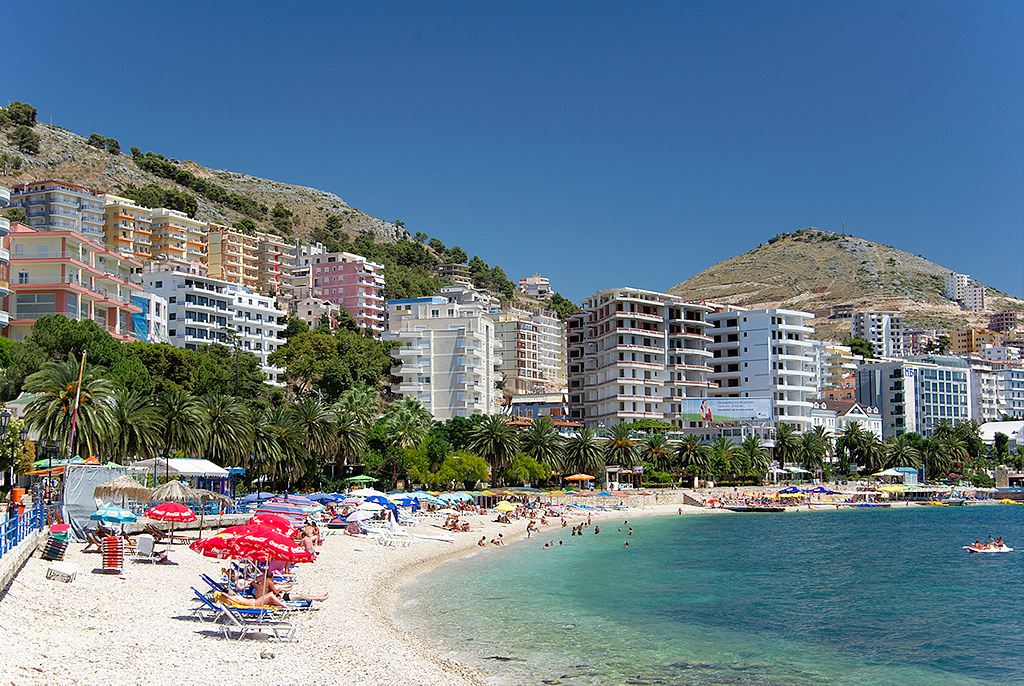
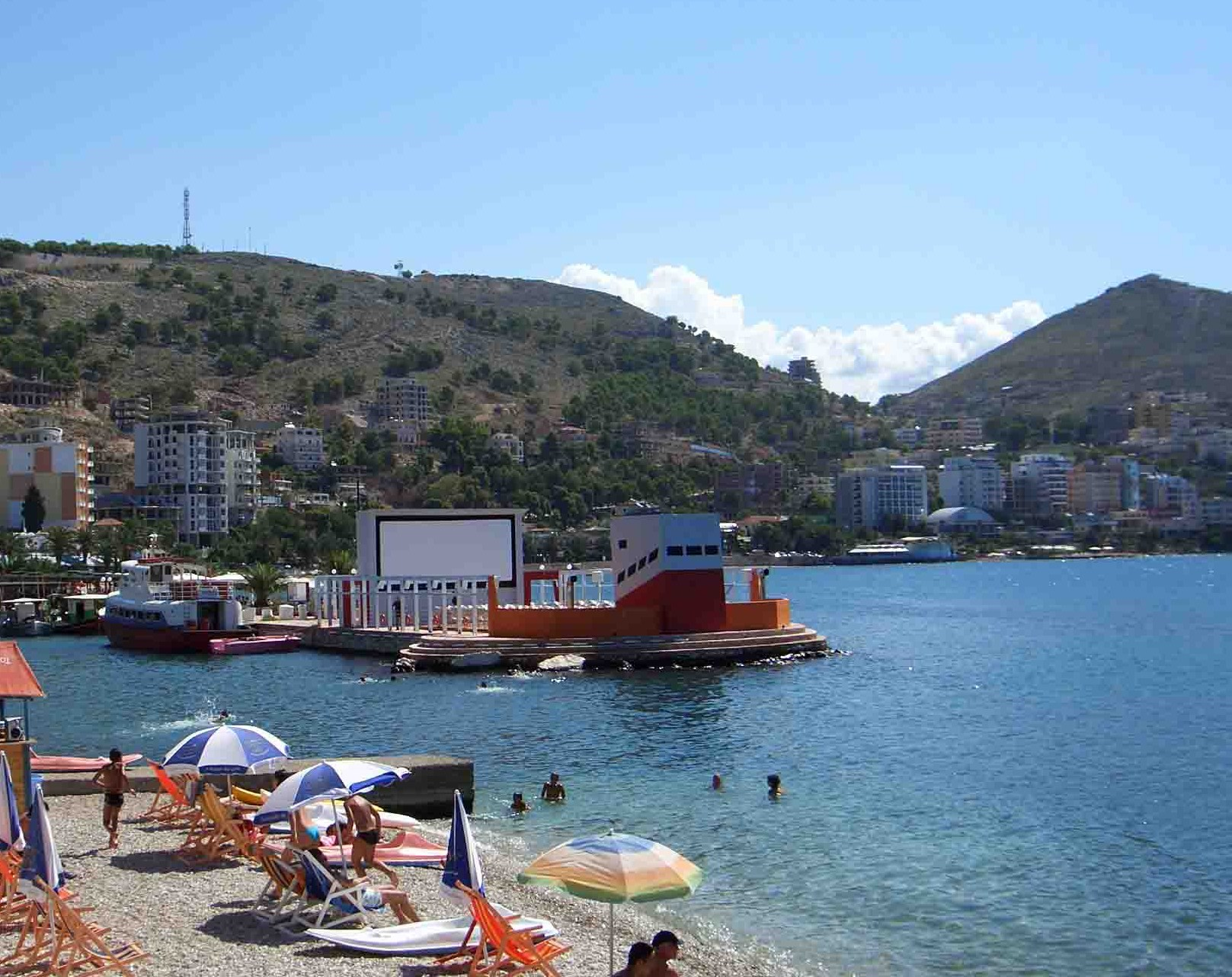
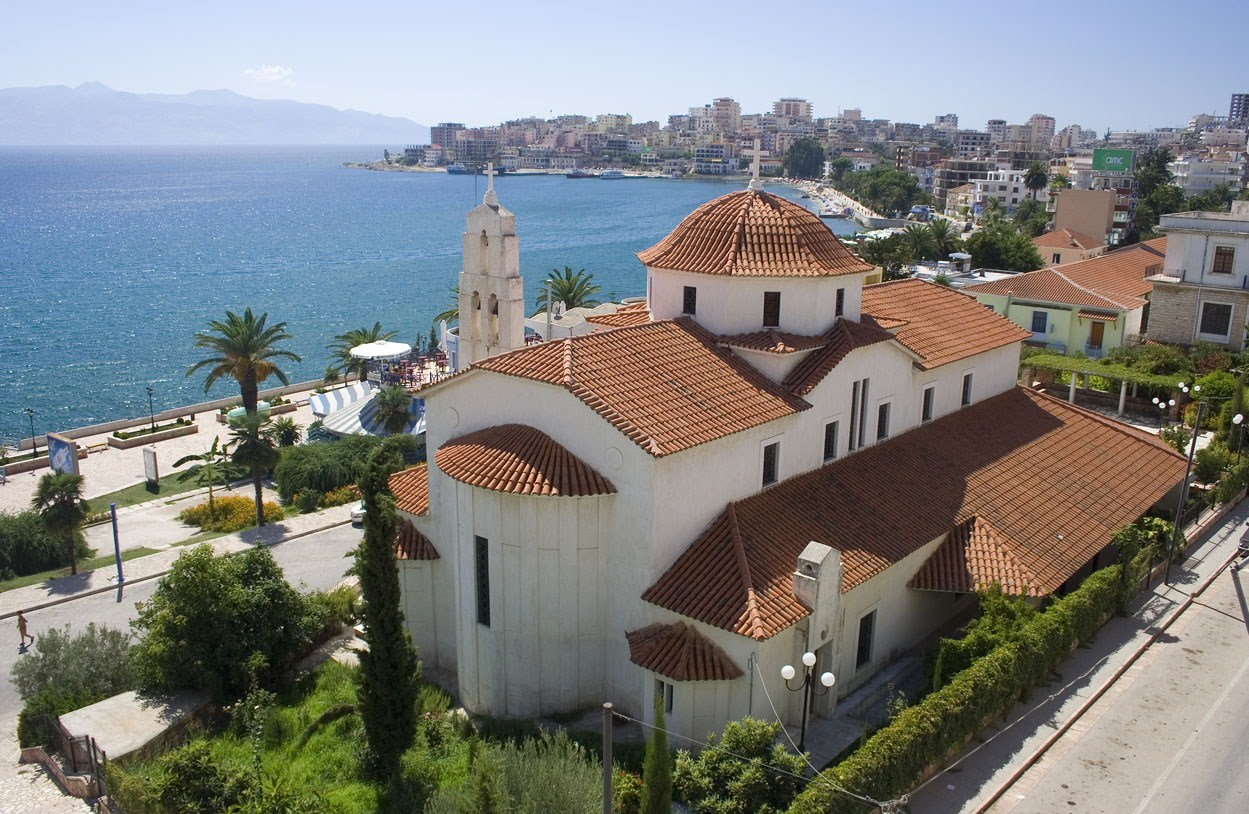
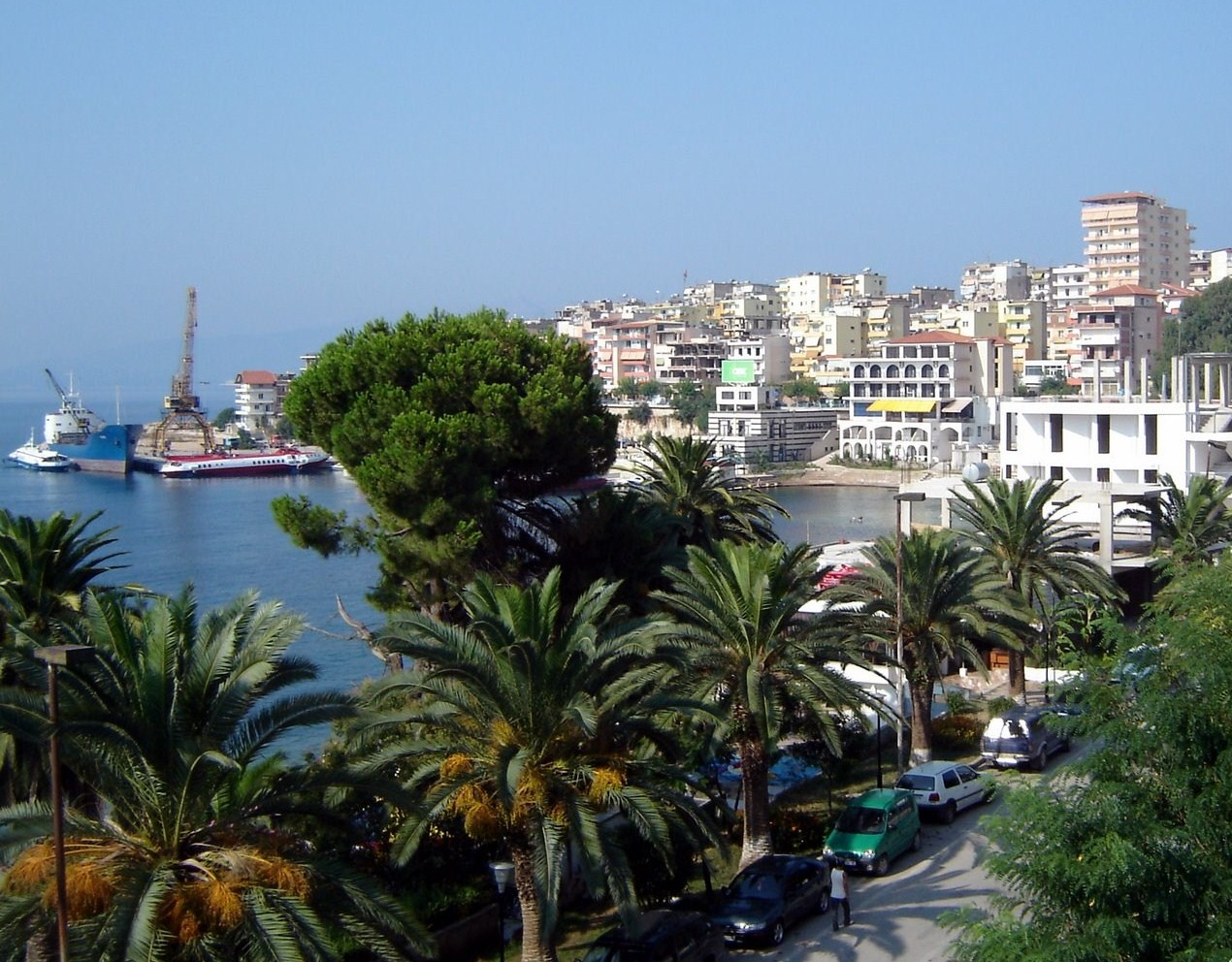
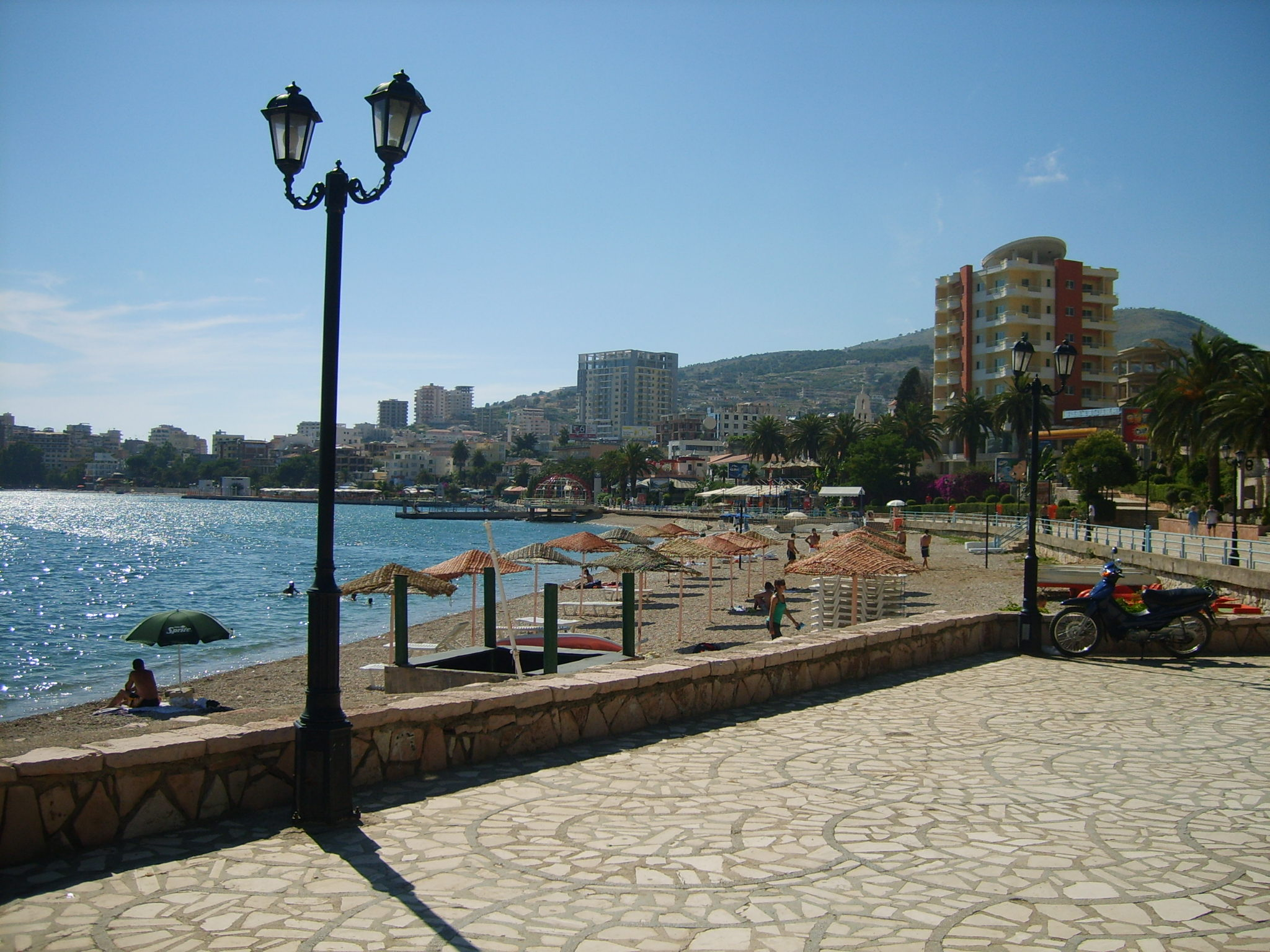
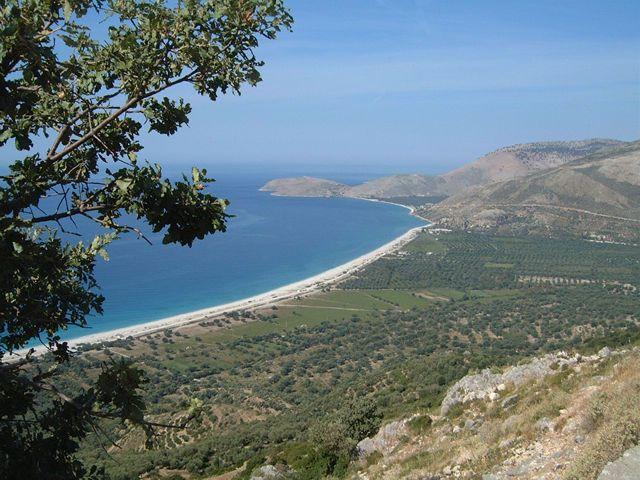
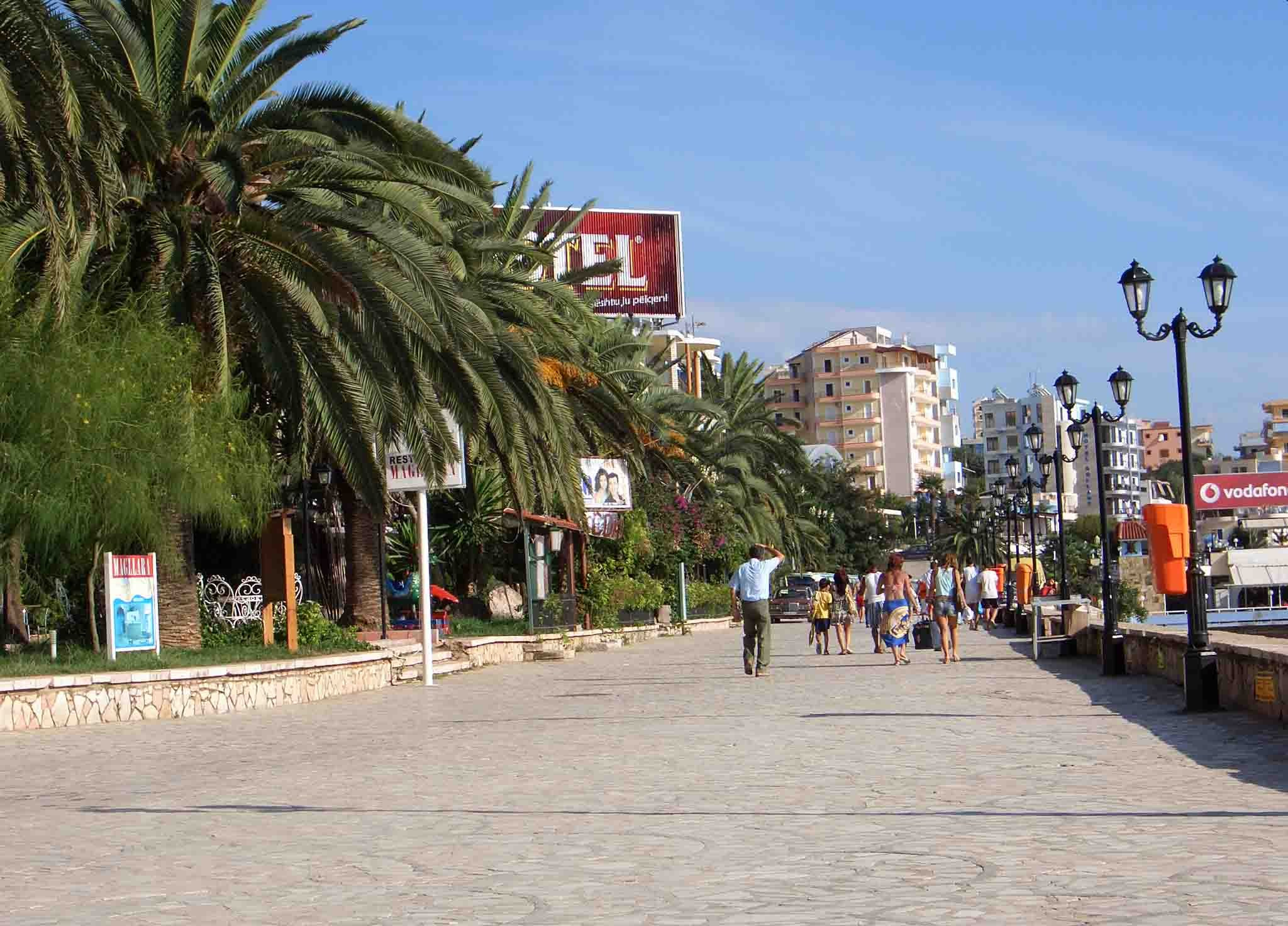
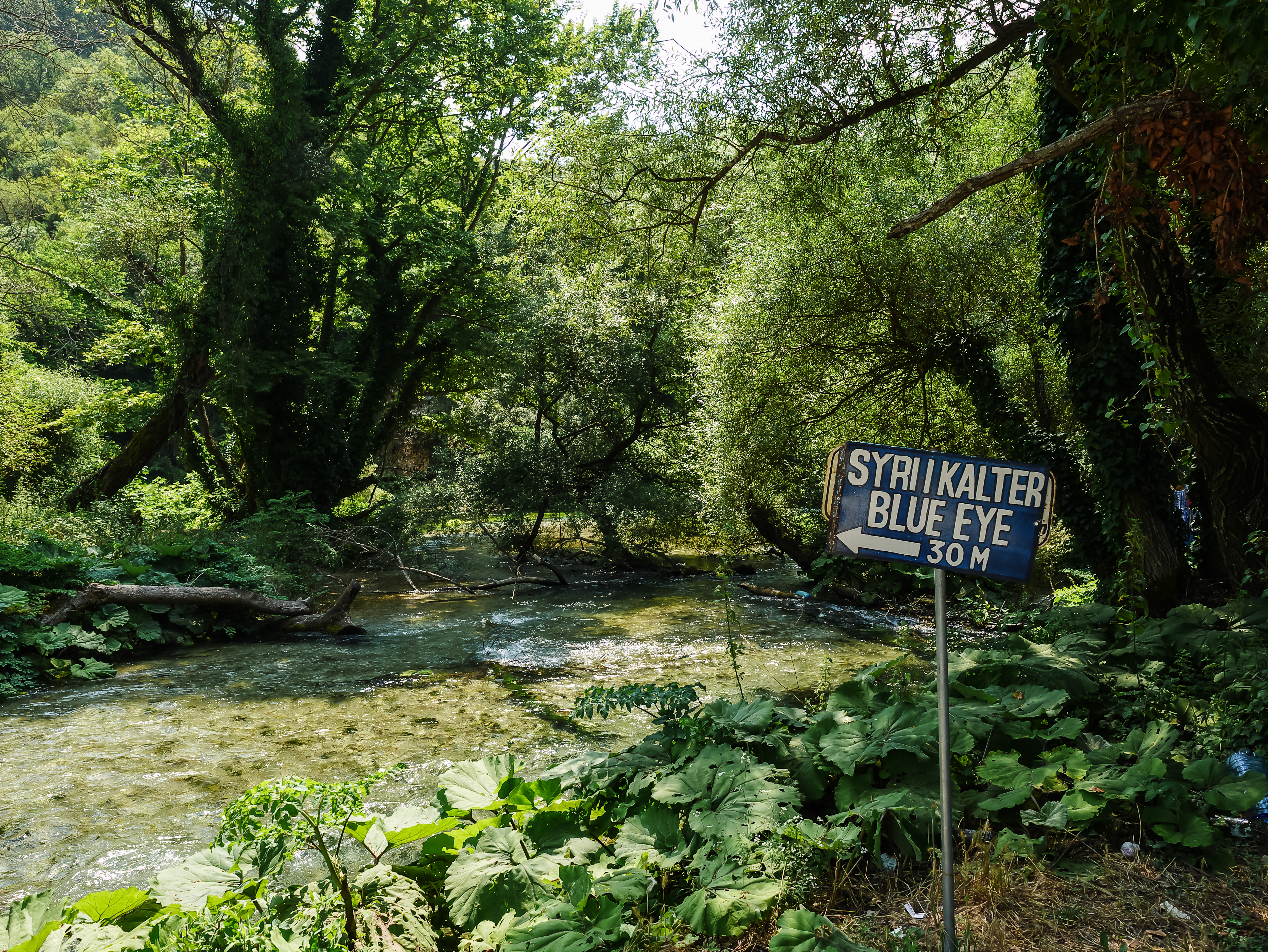
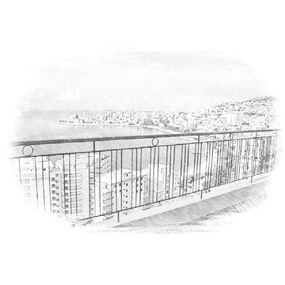
Курорт Саранда